# Чемпионат Украины по бейсболу
Чемпионат Украины по бейсболу (укр. Чемпіонат України з бейсболу) — любительское соревнование мужских бейсбольных команд Украины. Турнир проводится Федерацией бейсбола и софтбола Украины. Начал проводиться в 1988 году. Действующий победитель турнира — «Биотехком-КНТУ» из Кропивницкого, являющийся рекордсменом по количеству побед в чемпионате (25 титулов).

## Регламент
В сезоне 2019 года первенство разыгрывали четыре команды, игравшие два круга по шесть туров. Система розыгрыша разъездная, игры проводятся по выходным дням: в субботу — одна игра, в воскресенье — две игры (даблхедер), каждая игра состоит из 9 иннингов (нокаут после 7-го иннинга с разницей в 10 очков, нокаут после 5-го иннинга с разницей в 15 очков). Каждая команда для участия в чемпионате обязана внести взнос в размере 1000 гривен.
С 2019 года начинать матч должны молодые игроки, кандидаты в юниорскую и кадетскую сборные.

## Команды

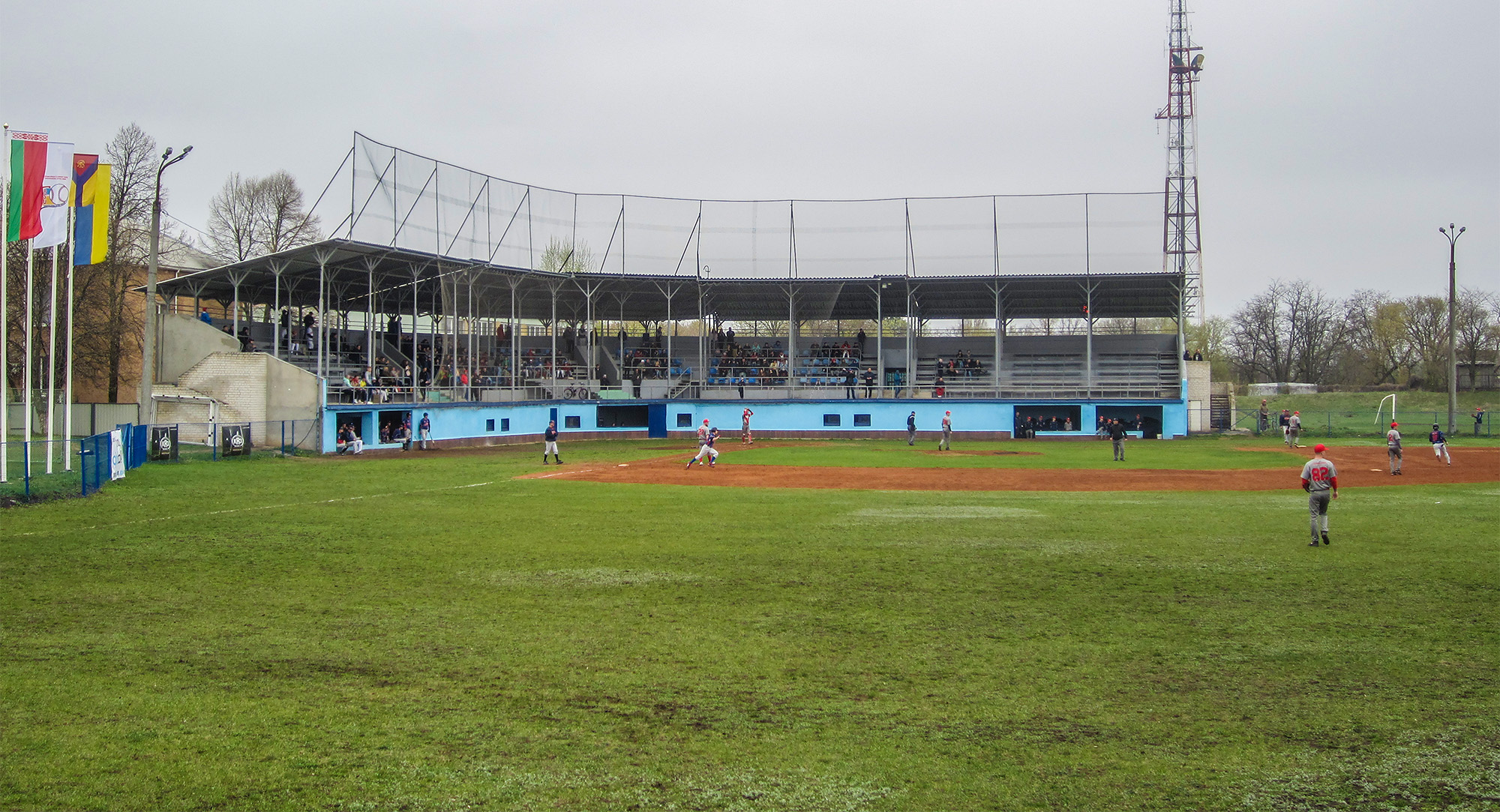
На стадионе «Диамант» в Кропивницком выступает сразу две команды чемпионата

В сезоне 2019 года в чемпионате Украины выступали четыре команды из трёх городов (Киев, Кропивницкий и Ровно).
| Команда          | Город        | Стадион        |
| ---------------- | ------------ | -------------- |
| АТМА             | Киев         | Парк «Муромец» |
| Западный огонь   | Ровно        | Химик          |
| Биотехком-КНТУ   | Кропивницкий | Диамант        |
| Биотехком-СДЮШОР | Кропивницкий | Диамант        |

## История

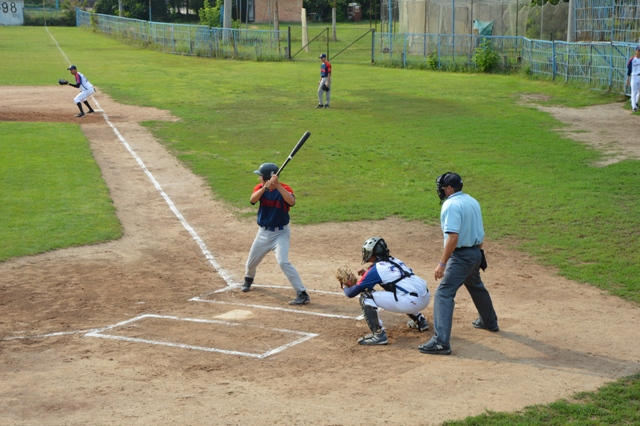
Матч между КНТУ-Елизаветград и СДЮШОР-Диамант, 2016 год

Дебютное первенство Украины прошло в 1988 году среди 10 команд из 8 городов. Победителем стала команда Троллейбусно-трамвайного управления Киева (позже команда называлась «Бытовик»). Команде-чемпиону был вручён кубок и 15 статуэток для игроков, изготовленных по заказу украинской диаспоры в Канаде. В 1989 году победу в турнире праздновал симферопольский «Фотон», спонсором которого являлся завод телевизоров. С 1990 по 1994 год в розыгрышах бейсбольного первенства побеждали столичные клубы РШВСМ, «Бытовик» и «Альянс» (вскоре клубы прекратили существование из-за финансовых проблем). С 1995 года победу в чемпионате одерживали команды из Кропивницкого (до 2016 года — Кировоград), исключением стал лишь 2004 год, когда победу одержала киевская команда «Атма». Команда из Кропивницкого является одной из немногих команд в лиге, где игроки получают зарплату, а за счёт средств городского бюджета был построен бейсбольный стадион.
В 1990-х и начале 2000-х годах в чемпионате выступала команда «Квинт» из Тирасполя. После аннексии Крыма Россией команды из полуострова прекратили выступать в украинском первенстве и стали участвовать в чемпионате России. В чемпионате 2014 года по сравнению с прошлым сезоном осталась только одна команда — победитель 2013 года КНТУ-Елизаветград.
20-кратным победителем чемпионата Украины является Руслан Дейкун. Уроженцу Симферополя Александру Иноземцеву принадлежит украинский рекорд по количеству хоум-ранов. 8 сентября 1998 года в матче против тираспольского «Квинта» игроку удалось отбить три хоум-рана в одной игре.

## Призёры
| Сезон | Чемпион             | Второе место                | Третье место                | Прим.         |
| 1988  | ТТУ (Киев)          | Фотон (Симферополь)         | Ильичёвец (Ильичёвск)       | [ 11 ]        |
| 1989  | Фотон (Симферополь) | Докер (Одесса)              | Импульс (Ворошиловград)     | [ 12 ]        |
| 1990  | РШВСМ (Киев)        | Фотон (Симферополь)         | Бытовик (Киев)              | [ 13 ]        |
| 1991  | РШВСМ (Киев)        | Агро (Симферополь)          | Фотон (Симферополь)         | [ 14 ]        |
| 1992  | Бытовик (Киев)      | Авеста-Фотон (Симферополь)  | Альянс-СКА (Киев)           | [ 15 ]        |
| 1993  | Альянс (Киев)       | Бытовик (Киев)              | Строма-Фотон (Симферополь)  | [ 16 ]        |
| 1994  | Альянс (Киев)       | Бытовик (Киев)              | Горн (Кировоград)           | [ 17 ]        |
| 1995  | Горн (Кировоград)   | Бытовик-Космос (Киев)       | Альянс-Кебот (Киев)         | [ 18 ]        |
| 1996  | Горн (Кировоград)   | Квинт (Тирасполь)           | Фотон (Симферополь)         | [ 18 ]        |
| 1997  | Горн (Кировоград)   | Квинт (Тирасполь)           | Легат (Киев)                | [ 19 ]        |
| 1998  | Горн (Кировоград)   | Газ-Днепр-ВВС (Киев)        | Дьяволы-Центр (Кировоград)  | [ 20 ]        |
| 1999  | Горн (Кировоград)   | Техуниверситет (Кировоград) | Стар-Бридж (Киев)           | [ 21 ]        |
| 2000  | Горн (Кировоград)   | АТМА-Спорт (Киев)           | Техуниверситет (Кировоград) | [ 22 ]        |
| 2001  | Вита (Кировоград)   | ТНУ-Палас (Симферополь)     | ОК КРЫМ (Симферополь)       | [ 23 ]        |
| 2002  | КГТУ (Кировоград)   | СИЭУ (Симферополь)          | Атма (Киев)                 | [ 24 ]        |
| 2003  | КГТУ (Кировоград)   | Квинт (Тирасполь)           | Атма (Киев)                 | [ 25 ]        |
| 2004  | Атма (Киев)         | КНТУ (Кировоград)           | Диамант (Кировоград)        | [ 26 ]        |
| 2005  | КНТУ (Кировоград)   | Атма (Киев)                 | Диамант (Кировоград)        | [ 27 ]        |
| 2006  | КНТУ (Кировоград)   | Атма (Киев)                 | Квинт (Тирасполь)           | [ 28 ]        |
| 2007  | КНТУ (Кировоград)   | ТНУ (Симферополь)           | АТМА-ЦШВСМ (Киев)           | [ 29 ]        |
| 2008  | КНТУ (Кировоград)   | ТНУ (Симферополь)           | Квинт (Тирасполь)           | [ 30 ]        |
| 2009  | КНТУ-Елизаветград   | ТНУ-Тигры (Симферополь)     | СДЮШОР-Диамант              | [ 31 ]        |
| 2010  | КНТУ-Елизаветград   | ТНУ-Тигры (Симферополь)     | Диамант (Кировоград)        | [ 32 ]        |
| 2011  | КНТУ-Елизаветград   | УЭУ (Симферополь)           | ТНУ-Тигры (Симферополь)     | [ 33 ]        |
| 2012  | КНТУ-Елизаветград   | Скифы-УЭУ (Симферополь)     | Атма (Киев)                 | [ 34 ]        |
| 2013  | КНТУ-Елизаветград   | Скифы-УЭУ (Симферополь)     | ТНУ-Тигры (Симферополь)     | [ 35 ]        |
| 2014  | КНТУ-Елизаветград   | Западный огонь (Ровно)      | СДЮШОР-Диамант              | [ 36 ]        |
| 2015  | КНТУ-Елизаветград   | СДЮШОР-Диамант              | Западный огонь (Ровно)      | [ 37 ]        |
| 2016  | КНТУ-Елизаветград   | СДЮШОР-Диамант              | Западный огонь (Ровно)      | [ 38 ]        |
| 2017  | Биотехком-КНТУ      | Западный огонь (Ровно)      | Биотехком-СДЮШОР            | [ 39 ]        |
| 2018  | Биотехком-КНТУ      | Биотехком-СДЮШОР            | Атма (Киев)                 | [ 40 ] [ 41 ] |
| 2019  | Биотехком-КНТУ      | Атма (Киев)                 | Биотехком-СДЮШОР            | [ 42 ]        |
| 2020  | Биотехком-КНТУ      | Биотехком-СДЮШОР            | Атма (Киев)                 | [ 43 ]        |